# M/S St. Louis
M/S St. Louis var en tysk dieseldriven oceanångare som byggdes av varvet Bremer Vulkan för Hamburg America Line. Fartyget är främst känt för en resa år 1939 då kaptenen Gustav Schröder försökte hitta en fristad åt mer än 900 tysk-judiska flyktingar. De hade nekats inresa till Kuba. Händelseförloppet beskrivs i en bok, De fördömdas resa (1974) av Gordon Thomas och Max Morgan-Witts. Filmen De fördömdas resa, som utkom 1976, är baserad på boken.

## Trafik
Fartyget seglade regelbundet på den transatlantiska sjövägen mellan Hamburg och Halifax, Nova Scotia och New York. Hon kryssade även till Västindien och byggdes både för linjetrafik och fritidskryssningar.

## De fördömdas resa
M/S St. Louis seglade 13 maj 1939 från Hamburg, Tyskland till Kuba. Ombord fanns sju icke-judiska flyktingar och 930 judiska, mestadels tyska, flyktingar som sökte asyl från nazisternas förföljelse. När fartyget kom till Kuba nekades passagerarna inresetillstånd av landets regering under Federico Laredo Brú. De förvägrades såväl politisk asyl som turistvisum. Under förhandlingarna begärde Kubas regering ytterligare 500 amerikanska dollar i visumavgift per passagerare, pengar som de flesta flyktingar inte hade. Kravet föranledde närapå ett myteri. Två passagerare försökte avsluta sina liv och flera dussin fler hotade med självmord. Emellertid lyckades 29 passagerare stiga i land i Havanna.
Visumlagarna i Kuba ändrades i början av år 1939. Bara flyktingar behövde betala den extra avgiften på $500. Immigrationsdepartementets direktör Manuel Benitez utnyttjade ett kryphål i den nya lagen och sålde inresetillstånd till flyktingarna ombord St. Louis för $150. Försäljningen upphörde när presidenten fick kännedom om affären och Manuel Benitez vägrade dela med sig av vinsten. Lagen förändrades igen.
Kapten Schröder försökte därefter anlöpa Florida, USA. Juridiskt sett kunde flyktingarna inte resa in på turistvisum eftersom de inte hade någon returadress. Invandringen till USA begränsades också med årliga kvoter sedan år 1924. USA:s utrikesminister Cordell Hull och finansminister Henry Morgenthau försökte förmå Kuba att acceptera flyktingarna men misslyckades. Kustvakten beordrades inte att avvisa flyktingarna men USA gjorde inget för att ta emot dem.

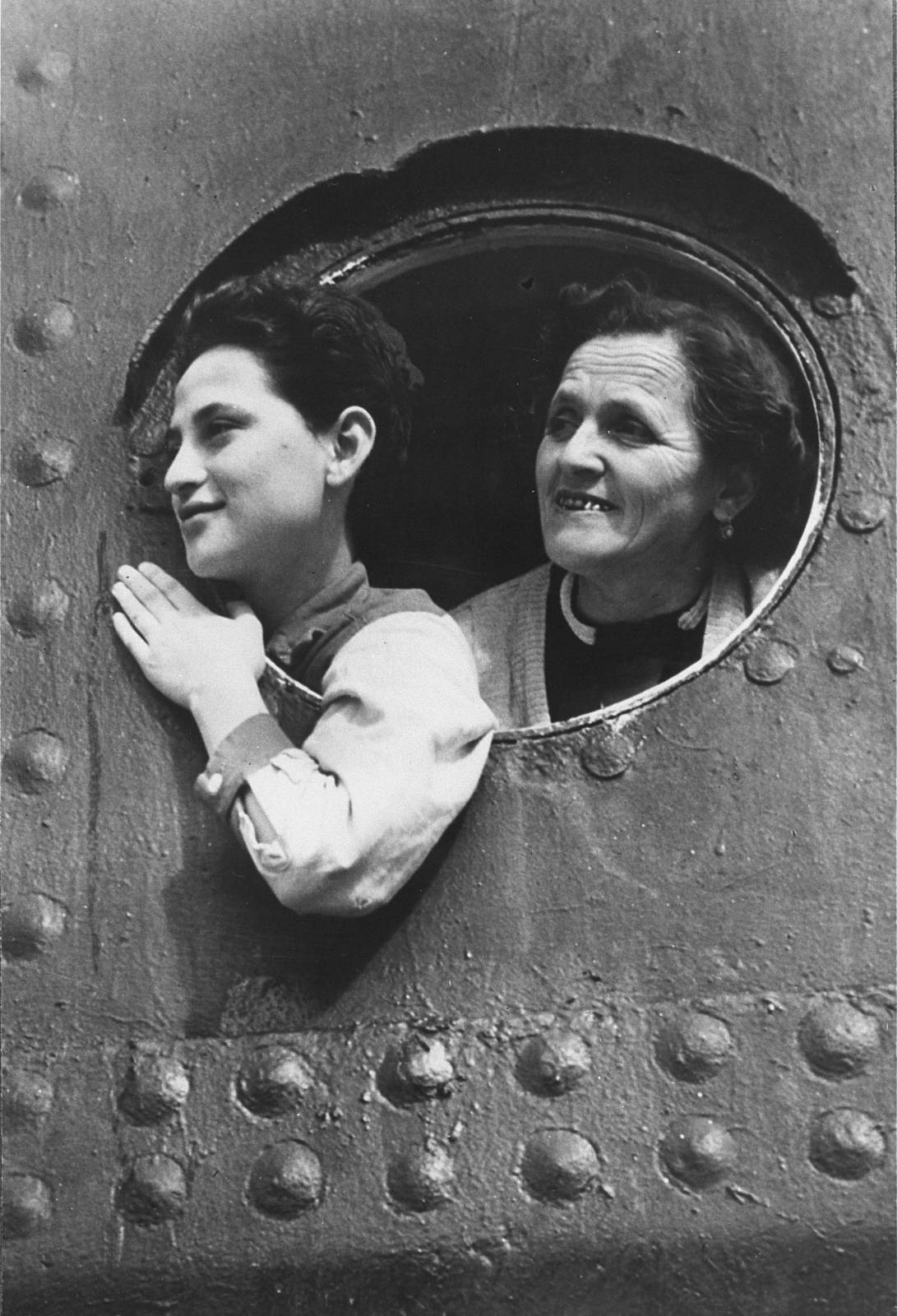
Judiska flyktingar ombord M/S S:t Louis när fartyget var dockat vid hamnen i Havanna, Kuba.

Samtidigt som St. Louis lämnade USA försökte akademiker och tjänstemän i Kanada övertyga sitt lands premiärminister William Lyon Mackenzie King att erbjuda en fristad för fartyget, som bara var två dagars resa från staden Halifax i Nova Scotia. Den 9 juni beslutade han dock, på inrådan av regeringsmedlemmar och immigrationstjänstemän som var negativt inställda till judisk invandring, att inte ingripa.
Kapten Gustav Schröder, befälhavare på fartyget, var en icke-judisk tysk och antinazist som gjorde sitt bästa för att säkerställa att passagerarna behandlades med värdighet. Han arrangerade judiska gudstjänster och beordrade besättningen att behandla flyktingpassagerarna som alla andra gäster på fartyget. När fartygets situation förvärrades förhandlade han personligen och gjorde planer för att finna en fristad för dem. Vid ett tillfälle föreslog han till exempel att förlisa fartyget på den brittiska kusten för att tvinga fram flyktingstatus åt passagerarna. Han vägrade återlämna fartyget till Tyskland innan alla passagerare beviljats inresetillstånd av något annat land.
Tillsammans med Storbritannien och andra europeiska länder försökte amerikanska tjänstemän finna en tillflyktsort i Europa för passagerarna. Fartyget återvände till Europa och dockade i Antwerpen. Storbritannien gick med på att ta emot 288 passagerare, som gick i land och sedan färdades med andra ångfartyg till Storbritannien. Efter ihärdigt förhandlande av Gustav Schröder fick de återstående 619 passagerarna tillåtelse att gå i land i Antwerpen; 224 togs emot av Frankrike, 214 av Belgien och 181 av Nederländerna. De verkade vara säkra från Hitlers förföljelse.
Året därpå, i maj 1940 efter Tyskland invaderade Belgien och Frankrike, var judarna åter i en riskfylld situation. Utan sina passagerare återvände fartyget till Hamburg och överlevde kriget.
Författarna av boken Voyage of the Damned, Gordon Thomas och Max Morgan Witts, uppskattade med hjälp av överlevnadsantalen för judar i olika länder att omkring 180 av St. Louis flyktingar i Frankrike överlevde Förintelsen, liksom 152 av de i Belgien och 60 av de i Nederländerna. Av de ursprungliga 936 passagerarna överlevde ungefär 709.
Senare forskning av Scott Miller och Sarah Ogilvie vid United States Holocaust Memorial Museum visade ett mer exakt och högre tal; 254 dödsfall.
| ” | Vi fann att av de 620 passagerarna på St. Louis som återvände till kontinentala Europa kunde 87 emigrera innan Tyskland invaderade västra Europa den 10 maj 1940. Efter den dagen dog 254 passagerare i Belgien, Frankrike och Nederländerna i Förintelsen. De flesta av dessa människor mördades i dödslägrena Auschwitz och Sobibóor. Resten dog i interneringsläger, när de gömde sig eller försökte undgå Nazisterna. Av de 620 passagerare som återvände till kontinentala Europa överlevde 365 kriget. | „ |

## Eftermäle
Efter kriget mottog Kapten Schröder Förbundsrepubliken Tysklands hedersorden (Bundesverdienstkreuz). Gustav Schröder utnämndes postumt år 1993 till en av de Rättfärdiga bland nationer vid förintelseminnesplatsen Yad Vashem Holocaust Memorial i Israel, som ett erkännande av hans hjältemod för att finna en fristad åt passagerarna på M/S St. Louis.
Fartyget skadades allvarligt av de allierades bomber vid Kiel 30 augusti 1944. Det reparerades och användes som ett hotellskepp i Hamburg år 1946. M/S St. Louis skrotades år 1952.